# Convair F-102 Delta Dagger
Le Convair F-102 Delta Dagger (surnommé Deuce) est un intercepteur conçu par les États-Unis dans les années 1950. C'est le premier avion à aile delta mis en service au monde, et le premier avion conçu en tant que partie d'un système intégré. Il emportait son armement de missiles air-air dans une soute ventrale. Le développement du troisième des Century Series Fighters fut long et problématique mais il fut finalement construit à plus de 900 exemplaires, qui restèrent en service jusqu'à la fin des années 1970 aux États-Unis, en Grèce et en Turquie.

## Conception
À la fin des années 1940, l'apparition des premiers bombardiers stratégiques soviétiques comme le Tupolev Tu-4 poussa l'État-Major américain à lancer le développement d'une série d'intercepteurs pour protéger le territoire des États-Unis contre cette menace. Dans un premier temps, le développement du Lockheed F-94 Starfire et du Northrop F-89 Scorpion fut accéléré pour répondre à ce besoin, mais il était évident qu'il ne s'agissait que d'une solution d'attente. 
En 1950, l'USAF lança un projet destiné à fournir à l'horizon 1954 un intercepteur tout-temps supersonique, avec tout son armement et son électronique de bord. Le développement des différents éléments (avion, missiles, radar) devait se faire en parallèle, de façon à anticiper au plus tôt l'intégration des composants. Cette nouvelle approche visait donc à développer un système d'armes complet et non seulement un avion de combat. Le programme complet était désigné WS-201A (sigle WS pour Weapons System) et comprenait deux sous-projets : 
- MX-1179 pour tout l'armement et l'électronique de bord, attribué en juillet 1950 à Hughes Aircraft Company
- MX-1554 pour l'avion, attribué fin 1951 à Convair après rejet du projet XF-103 proposé par Republic Aircraft Corporation

La société Convair avait proposé un dérivé de l'avion expérimental Convair XF-92A à aile delta, qui avait fait son premier vol en septembre 1948. Les premiers exemplaires devaient être propulsés par un réacteur Westinghouse J40 en attendant la disponibilité du plus puissant Wright J67 mais, même avec le J40, une vitesse supérieure à 1 400 km/h était attendue. Cependant, dès décembre 1951, les retards de développement du J67 et du système de tir MA-1 conduisirent l'USAF à envisager une première version intermédiaire F-102A avec un équipement temporaire, en attendant la version F-102B équipée des systèmes définitifs.
Devant l'augmentation de la masse du futur F-102A, il fut décidé d'adapter le nouveau réacteur Pratt & Whitney J57 à la place du J40 qui n'était plus suffisant. La construction des 10 premiers avions commença début 1952, et 32 exemplaires furent officiellement commandés fin 1952 avec une mise en service prévue fin 1955, soit environ 2 ans de retard. En 1953, les premiers essais en soufflerie montrèrent que la traînée était telle que le futur F-102 n'avait aucune chance de dépasser le mur du son, ce qui fut prouvé lorsque le premier prototype fut disponible. 

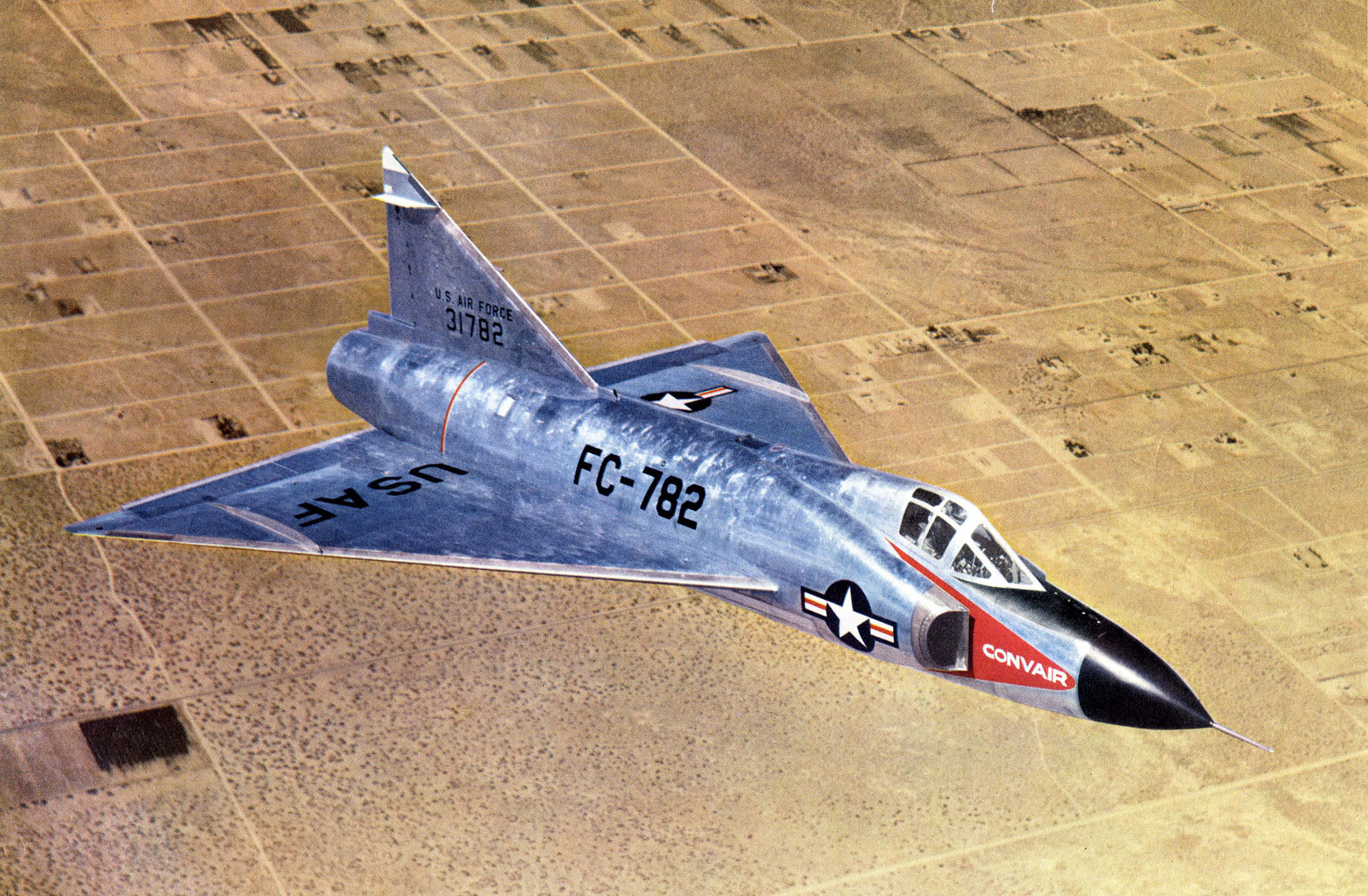
Le prototype YF-102

Le premier YF-102 fit son vol inaugural le 24 octobre 1953, mais fut perdu dans un accident neuf jours plus tard. Le second avion vola le 11 janvier 1954, confirmant des performances inférieures aux spécifications : la vitesse ne dépassait pas Mach 0,99 en vol horizontal (Mach 1,24 en piqué) et le plafond était limité à 12 000 mètres. De plus, le réacteur J57 ne fournissait pas la poussée attendue et le système d'alimentation en carburant était défectueux. 
La survie du programme étant en jeu, les ingénieurs de Convair trouvèrent la solution en mettant en application la loi des aires qui venait d'être redécouverte par Richard Whitcomb, aérodynamicien à la NASA. Le fuselage du F-102 fut alors complètement redessiné, allongé de 3 mètres, affiné au milieu et doté de 2 bosses au niveau de la tuyère. Un réacteur J57P-23 offrant 20 % de puissance supplémentaire fut installé. Désigné YF-102A, le premier avion ainsi modifié fit son vol inaugural le 20 décembre 1954. Quelque temps plus tard, la vitesse de Mach 1,2 était atteinte et l'altitude de 15 700 mètres dépassée. 
En juin 1954, l'USAF commanda 20 exemplaires d'une version biplace d'entraînement TF-102A. Les pilotes étaient installés côte à côte dans un fuselage avant élargi. Les avions conservaient leurs capacités opérationnelles, même s'ils gardèrent le système de tir MG-3 moins performant tout au long de leur carrière. Le premier TF-102A fit son vol inaugural le 31 octobre 1955. Les essais en vol entrainèrent quelques modifications aérodynamiques mineures. Malgré des commandes de 150 puis 111 avions, seuls 63 exemplaires furent finalement construits.
En 1956 commencèrent les travaux sur la version F-102B, équipée du système de tir MA-1 initialement prévu pour le F-102A. Cette version fut cependant vite renommée F-106 Delta Dart. À partir de 1958,  En 1958, il devient le premier avion équipé d'un siège éjectable propulsé par un moteur-fusée.

## Le F-102A en service

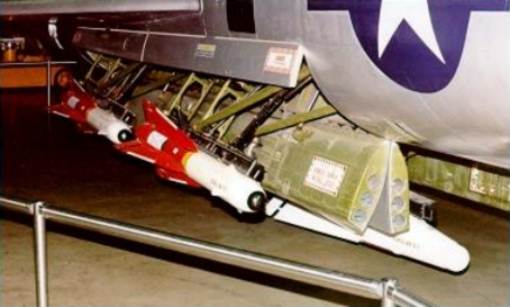
Une paire de missiles AIM-4D Falcon derrière un AIM-26 Falcon dans la soute à bombes d'un chasseur F-102 Delta Dagger.

Le premier F-102A de série fut livré à l'USAF fin juin 1955, avec quelques modifications par rapport au YF-102A. Les premiers exemplaires furent uniquement utilisés pour les différents essais et n'entrèrent jamais en service actif. Le premier escadron fut déclaré opérationnel le 1er mai 1956. Plusieurs défauts durent être corrigés peu après, comme l'agrandissement de la dérive pour résoudre des problèmes de stabilité horizontale, et une faiblesse du train d'atterrissage. Le système de tir MG-3 fut remplacé par le plus performant MG-10. Fin 1957, une nouvelle aile fut installée, permettant d'augmenter le plafond, la vitesse en altitude, et la manœuvrabilité.

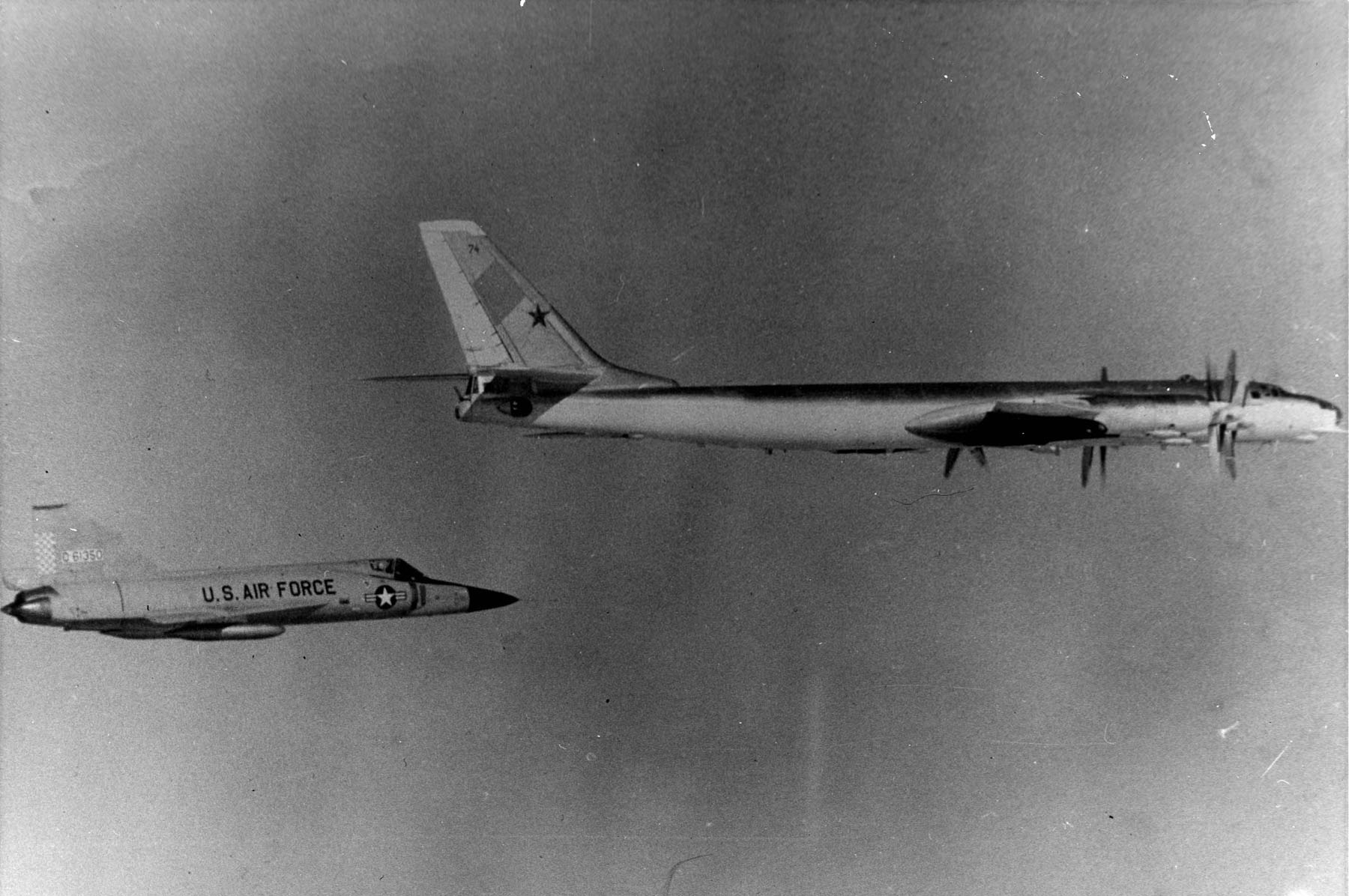
Interception d'un Tupolev Tu-95 Bear soviétique

Au début de leur carrière, les F-102A étaient armés de six missiles Falcon à guidage semi-actif (AIM-4A) ou infrarouge (AIM-4C). Par la suite, ils furent dotés du AIM-26A Super Falcon à tête nucléaire et de versions améliorées du Falcon (AIM-4E ou AIM-4F). Dans ce cas, l'armement standard était un AIM-26A et trois AIM-4. Les roquettes placées dans les portes de la soute ventrale furent supprimées, et un système de détection et guidage infrarouge monté devant le pare-brise.
Dès le milieu des années 1960, les F-102A commencèrent à être transférés dans les unités de réserve de l'Air National Guard. Au début des années 1970, plus aucune unité d'active n'utilisait cet avion et les premiers F-102A étaient définitivement réformés. Les derniers d'entre eux furent retirés du service en octobre 1976.
À partir de 1968, une cinquantaine de F-102A et TF-102A de l'USAF furent transférés à la Turquie qui les utilisa jusqu'en 1979. L'année d'après, la Grèce acheta à son tour 19 F-102A et 5 TF-102A d'occasion, qui furent retirés du service en 1978.
Au milieu des années 1970, un certain nombre de F-102A furent déstockés et transformés en drones télécommandés. Ils furent utilisés lors d'exercices pour simuler des avions ennemis tout en permettant un tir à arme réelle. Certains avions furent employés lors de tests des systèmes du F-15 ou du missile Stinger.
Le F-102A a été piloté par George Walker Bush durant son service militaire dans la Garde nationale aérienne.

## Engagements

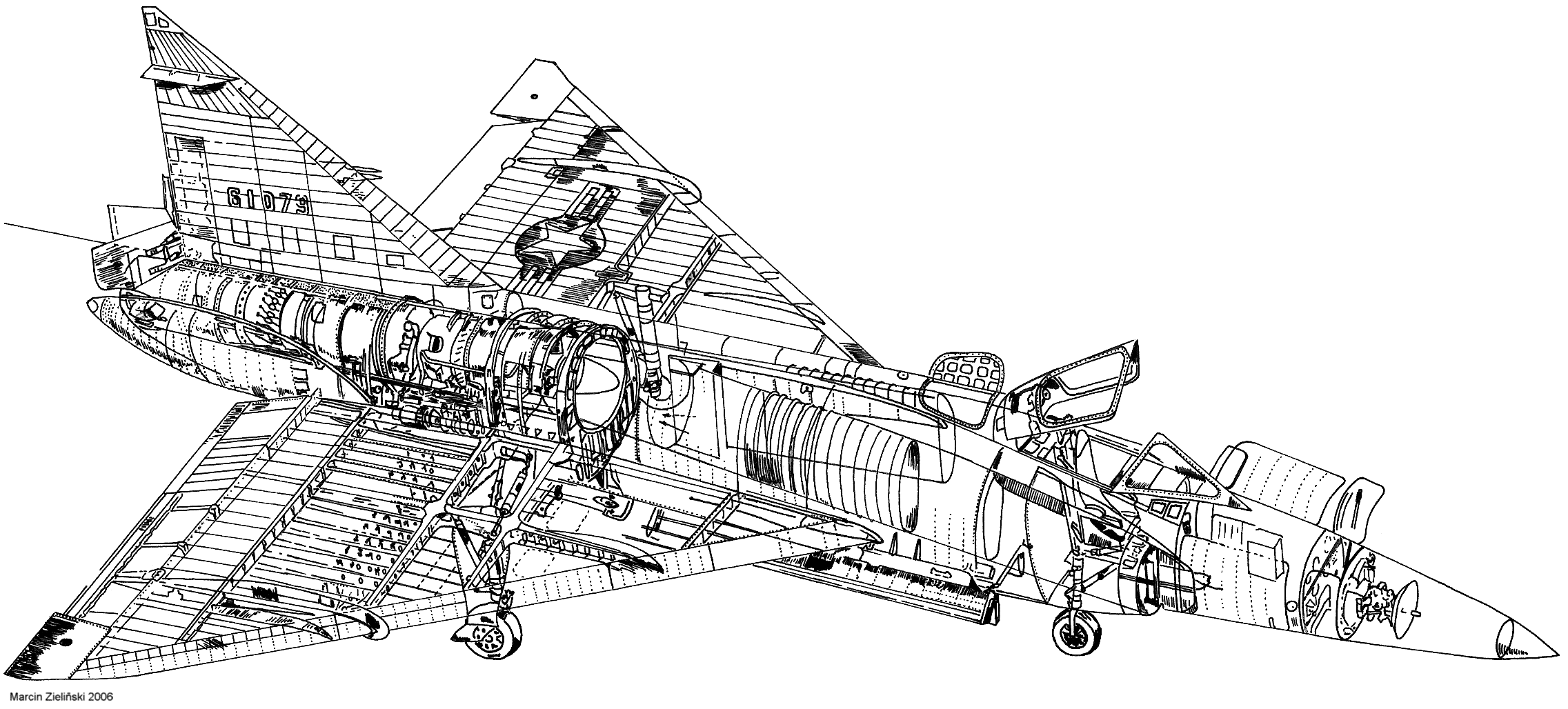
Écorché du F-102A

En 1962, un escadron de F-102A fut déployé au Sud-Viêt Nam et d'autres en Thaïlande. Au cours de la Guerre du Vietnam, ces avions effectuèrent quelques missions d'escorte des bombardiers B-52. En 1965, quelques F-102A furent utilisés pour des missions d'attaque, bien que l'avion ne soit absolument pas adapté à cette mission : il s'agissait plus de harcèlement en tirant des missiles air-air à guidage infrarouge sur des sources de chaleur lors de missions de nuit, ou en tirant les 12 roquettes non guidées lors de missions de jour. Au total, 15 F-102A furent perdus lors de ces opérations, dont huit à la suite d'accidents.

## Variantes
- YF-102 – prototypes (2 exemplaires)
- YF-102A - avions de présérie avec nouveau fuselage et nouveau réacteur (4 exemplaires)
- F-102A – première version de série (873 exemplaires)
- TF-102A – version biplace d’entraînement (63 exemplaires)
- QF-102A – drones utilisés dans le cadre des tests du F-15 Eagle (6 F-102A modifiés)
- PQM-102A – drones uniquement télécommandés (65 F-102A modifiés)
- PQM-102B - drones pouvant encore être pilotés (84 F-102A modifiés)

## Pays utilisateurs

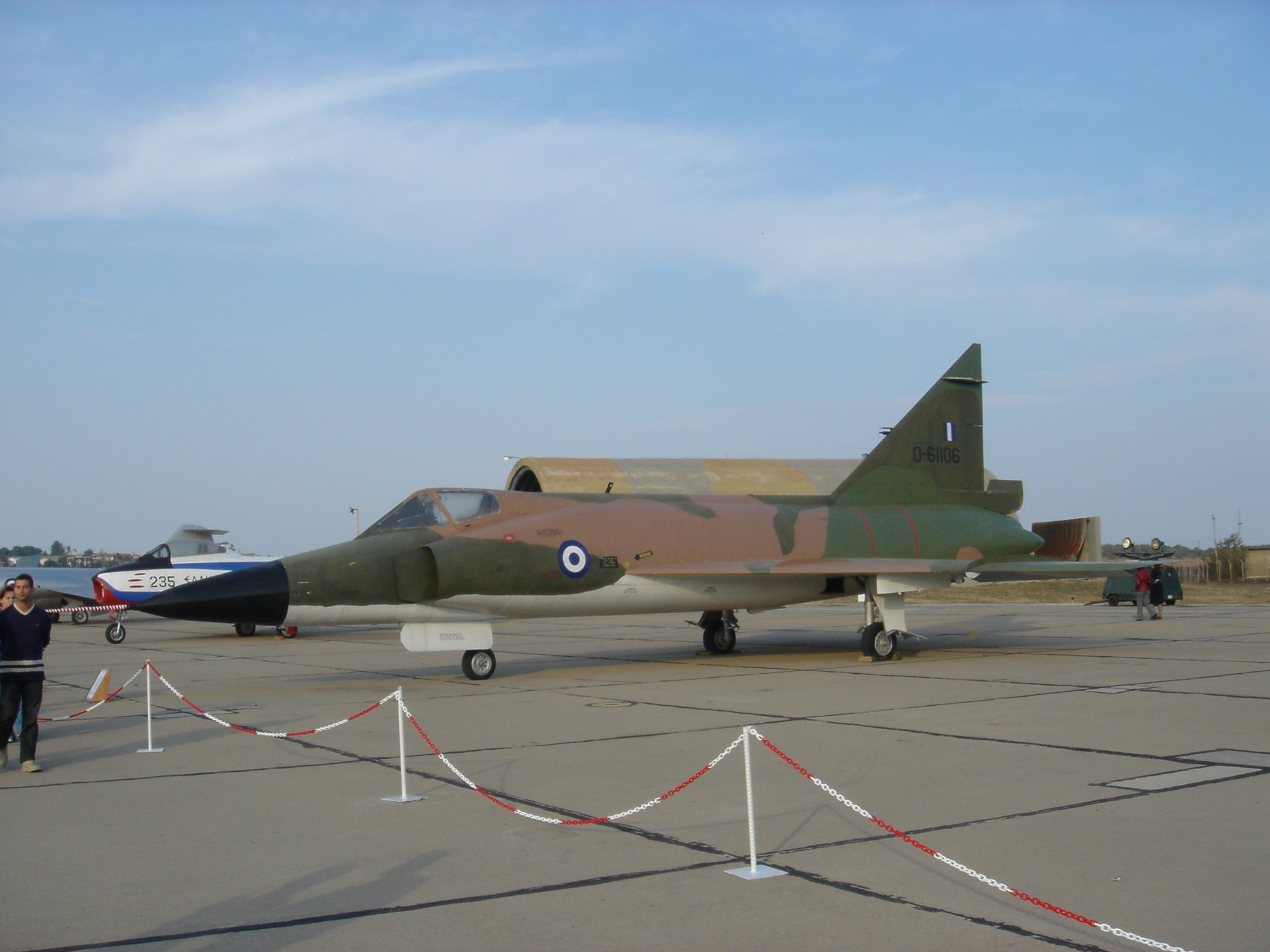
Un Convair F-102 Delta Dagger de l'armée de l'air grecque.

- États-Unis
- Grèce
- Turquie

## Galerie

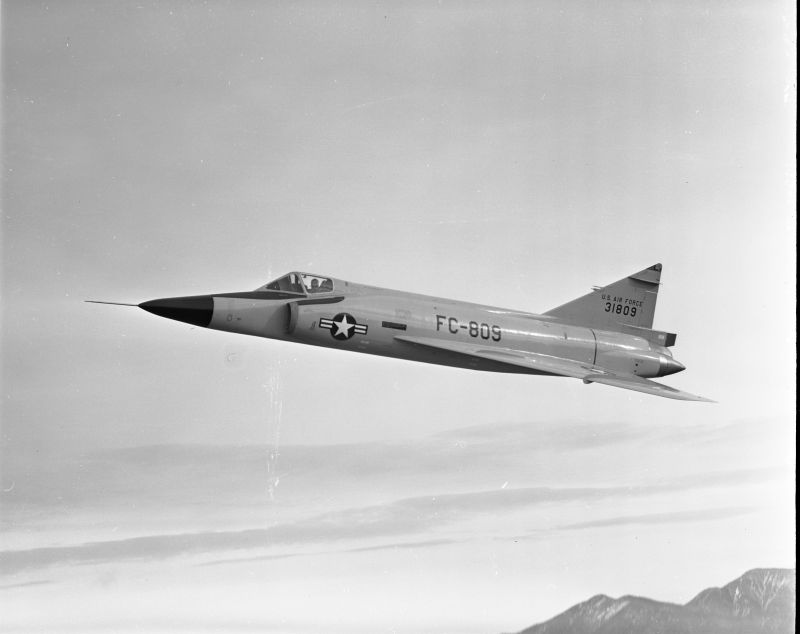
F-102 de l'USAF en vol.
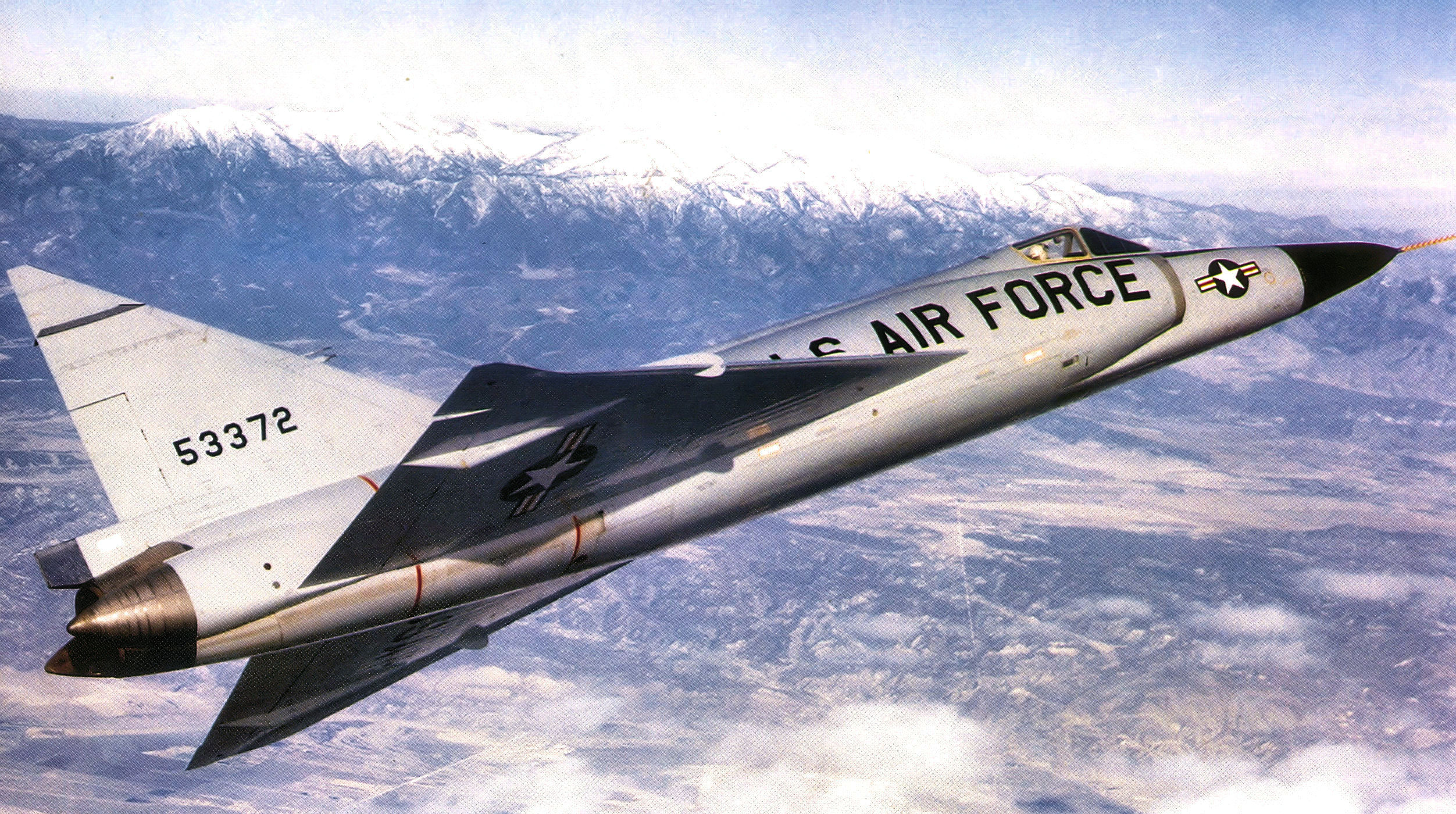
F-102A
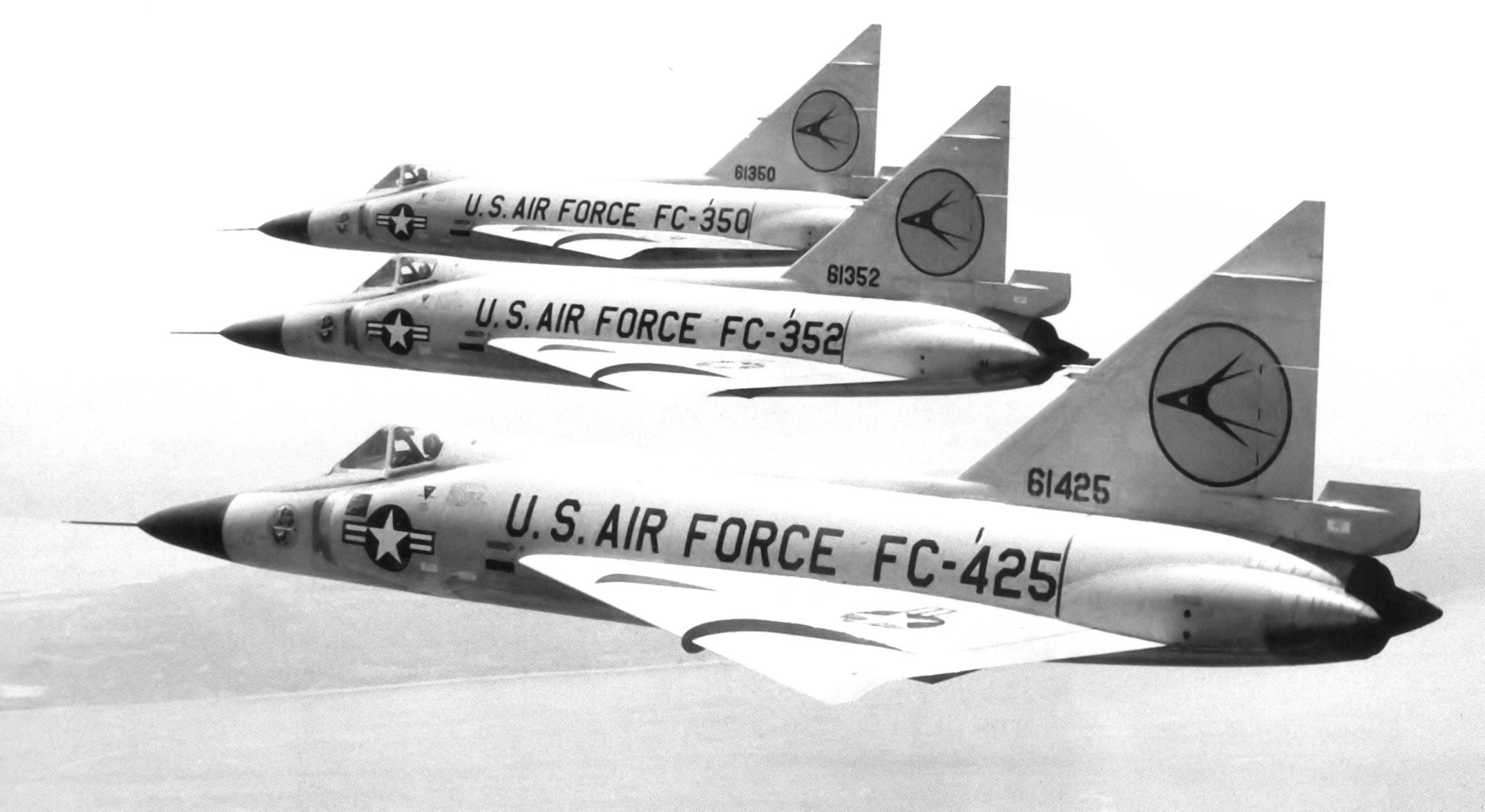
Vol en formation.
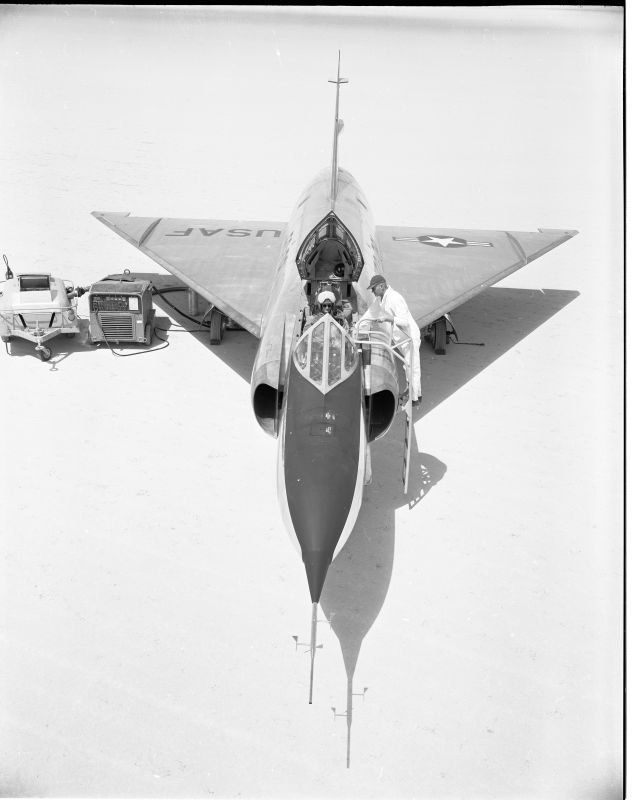
YF-102

### Développement lié
- Convair XF-92
- Convair F-106 Delta Dart

### Aéronefs comparables
- Avro Canada CF-105 Arrow
- Dassault Mirage III
- English Electric Lightning
- Mikoyan-Gurevich MiG-21/Chengdu J-7
- Saab 35 Draken
- Soukhoï Su-9/Su-11
- Soukhoï Su-15